# Lipsanoteca

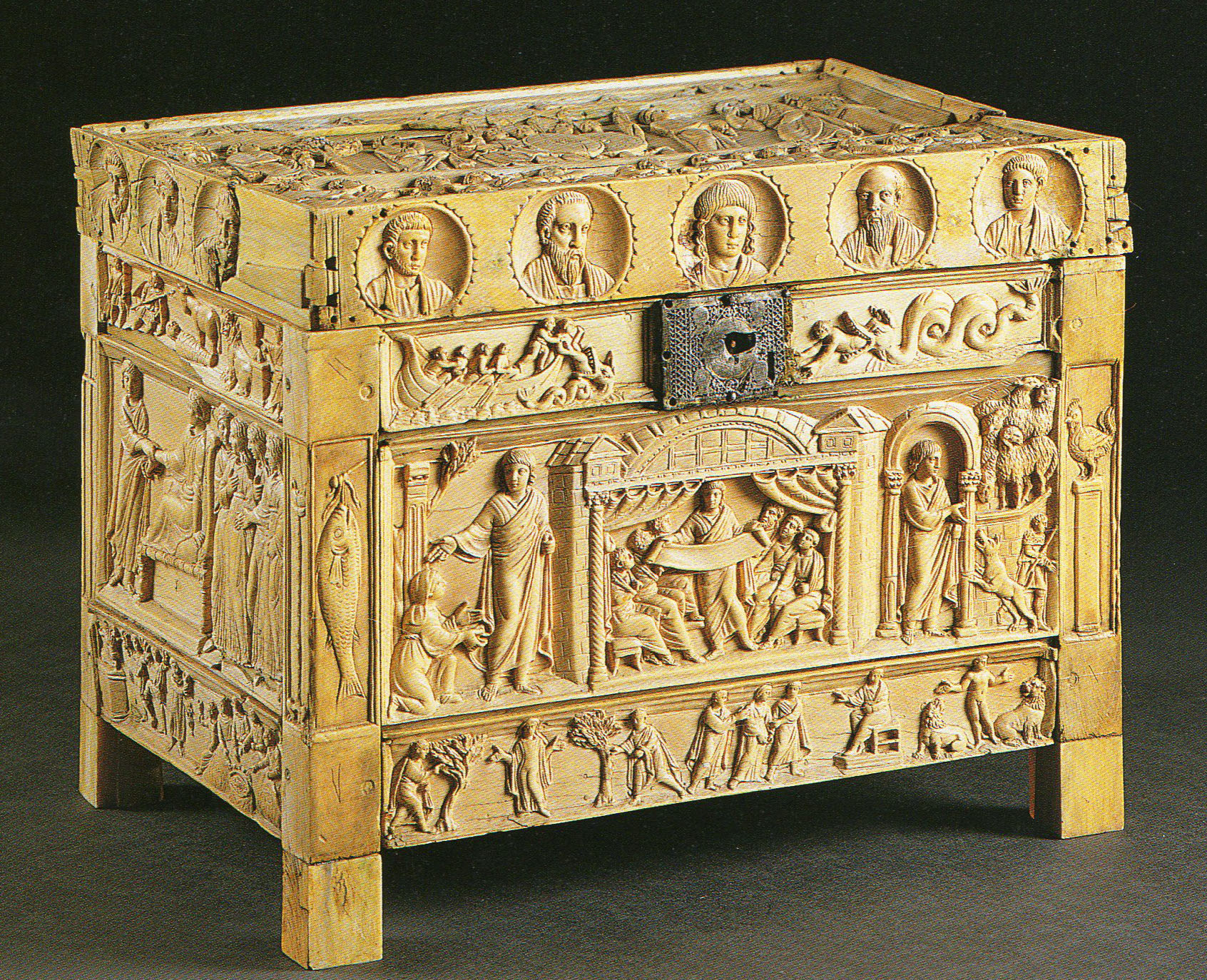
Lipsanoteca de Brescia.

Lipsanoteca es el nombre con que se conoce a un recipiente con tapa utilizado para contener pequeñas reliquias. Suelen estar tallados en madera.
Presentan distintas estructuras:
- Ovoide, con caras torneadas y sección cilíndrica, tapa cónica y asa torneada.
- Rectangular, con tapa corrediza o de encaje.
- Cilíndrica, con tapa de encaje.

La decoración presenta fajas horizontales policromadas, con motivos geométricos o atáuricos (diseño de flores y follaje) e incluso inscripciones incisas en caracteres cúficos.
El MNAC (Museu Nacional d'Art de Catalunya) conserva una interesante colección de estas piezas, procedentes de diversas iglesias y monasterios románicos.
Las lipsanotecas, se depositaban bajo la piedra del altar de la iglesia o ara.